# 備北
備北（びほく）とは以下のものを指す。また北備（ほくび）という名称も同様のものである。
- 備中国北部・岡山県北西部の地域。奥備中。 ⇒ 備北 (備中国)
- 備後国北部・広島県北東部の地域。奥備後。 ⇒ 備北 (備後国)
- 上記2つを合わせた地域。本頁にて説明をする。
- 吉備国北部。現在の岡山県北部から広島県北東部にかけての地域。上記に美作国だった地域を含めたもの。奥吉備。
- 岡山県北部一帯のこと。備中国北部から美作国にかけての地域。

備北（びほく）とは、備中国および備後国の北部一帯を指す地名である。

## 概要
現在の岡山県北西部および広島県北東部にあたる。現在では、特に岡山県新見市・高梁市・広島県神石郡・庄原市東部にかけての地域を指す場合がある。
また、北備（ほくび）という呼び方をされる場合もある。
なお、一般的には備中国北部・岡山県北西部の意味で使われたり、備後国北部・広島県北東部の意味で使われることが多いが、そちらは備北 (備中国)・備北 (備後国)各頁を参照のこと。

## 地理・歴史
かつての吉備国から分立した備前国・備中国・備後国の中で、北部が美作国として独立した備前国に比べ、備中・備後の2カ国は南北に長く広域となった。そのため、便宜的に南北に分けて表現する事があった。また南北で風習などが違う面もあり、それも南北に分けて表現するようになった理由の一つと思われる。
備中北部と備後北部が合わせて備北と呼ばれたのは、両地域の間で文化・経済的な交流が盛んであったことが理由として挙げられる。かつては東城街道などの街道が走っており、国境を越えて繋がりの深い地域であった。現在も新見市や高梁市と庄原市東部・神石郡などは民間レベルでの繋がりは深い。

明治になり廃藩置県が行われ都道府県の再編が進んでいくと備中は岡山県、備後は広島県となり、県の管轄が分かれた。そのため岡山県側では備中国北部・県北西部、広島県側では備後国北部・県北東部を指して備北を呼ぶようにもなった。
現在では、前述のように新見市・高梁市と庄原市東部・神石郡などの民間レベルでの交流はいまだにあるため、これらの地域を「備北」と称することもある。

## 該当地域
- 新見市
- 高梁市
- 庄原市
- 三次市
- 神石郡

以下は含む場合もあるもの、あるいはかつて含まれていたもの
- 真庭市北房地区
- 吉備中央町賀陽地区
- 府中市上下町